# Seer Green
Seer Green – wieś w Anglii, w hrabstwie Buckinghamshire, w dystrykcie (unitary authority) Buckinghamshire. Leży 36 km na zachód od centrum Londynu. W 2001 miejscowość liczyła 2263 mieszkańców.